# باول كروسلي
باول كروسلي (بالإنجليزية: Paul Crossley)‏ (14 يوليو 1948 في المملكة المتحدة - 11 مارس 1996 في الولايات المتحدة) هو لاعب كرة قدم بريطاني في مركز جناح ‏. لعب مع بريستون نورث إيند ونادي ترانمير روفرز لكرة القدم ونادي روتشديل ونادي ساوثبورت ونادي تشستر سيتي وبالتيمور بلاست ‏ وسياتل ساوندرز.

## وصلات خارجية
- باول كروسلي على موقع قاعدة بيانات كرة القدم.إي يو (الإنجليزية)